# Петропавловский (Новосибирская область)
Петропа́вловский — посёлок в Здвинском районе Новосибирской области. Входит в состав Алексеевского сельсовета.

## География
Площадь посёлка — 27 гектаров.

## Население
| 2002 | 2007 | 2010 |
| ---- | ---- | ---- |
| 107  | ↘67  | →67  |

## Инфраструктура
В посёлке по данным на 2007 год функционируют 1 учреждение здравоохранения, 1 образовательное учреждение.